# Muerte y funeral de Felipe de Edimburgo
El viernes 9 de abril de 2021 el Palacio de Buckingham anunció la muerte del príncipe Felipe, duque de Edimburgo, esposo de la reina Isabel II, a los 99 años de edad, en la residencia real del castillo de Windsor. Casado durante 73 años, desde 1947, tras el ascenso de su mujer al trono llegó a ser el consorte real con más años de servicio en la historia británica. Al anuncio de su muerte, el comunicado oficial señaló que «murió en paz» en compañía de su familia. Un mes después de su fallecimiento, se hizo pública el acta de defunción firmada por Huw Thomas, médico jefe de la Casa Real, que determinó «edad avanzada» como causa de la muerte del duque.
Fue enterrado el sábado 17 de abril de 2021 en la bóveda real de la capilla de San Jorge del castillo de Windsor. No recibió un funeral de Estado, habiendo indicado su deseo de no crear el mínimo «alboroto». Casi un año después de su funeral, el 29 de marzo de 2022, se celebró un servicio de acción de gracias en la abadía de Westminster, a la que acudió la plana mayor de la política británica, así como representantes de las principales casas reales extranjeras.
El 19 de septiembre de 2022, fue reinhumado junto a su esposa en la Capilla conmemorativa del rey Jorge VI, en la Capilla de San Jorge del castillo de Windsor.
El 20 de noviembre de 1947 se casó, en la abadía de Westminster, con la entonces princesa Isabel, hija del rey Jorge VI y de la reina Isabel del Reino Unido. En 1952 se convirtió en consorte de la reina Isabel II y en 1957 fue nombrado príncipe del Reino Unido. Tuvo cuatro hijos; Carlos III del Reino Unido, Ana, princesa real, Andrés, duque de York y Eduardo, duque de Edimburgo y al morir, tenía ocho nietos y diez bisnietos.

## Operación Forth Bridge

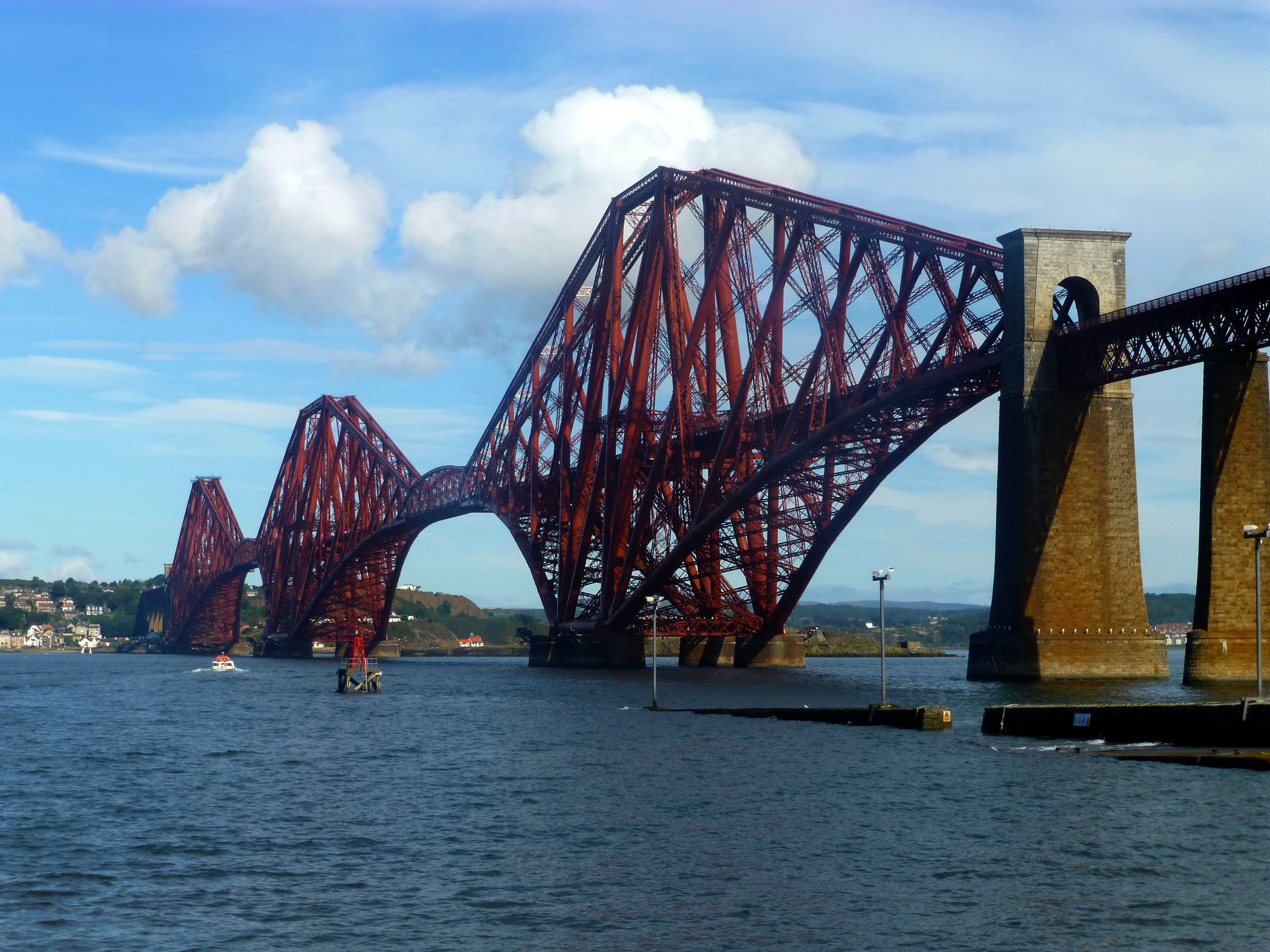
Puente de Forth, al que remite el operativo.

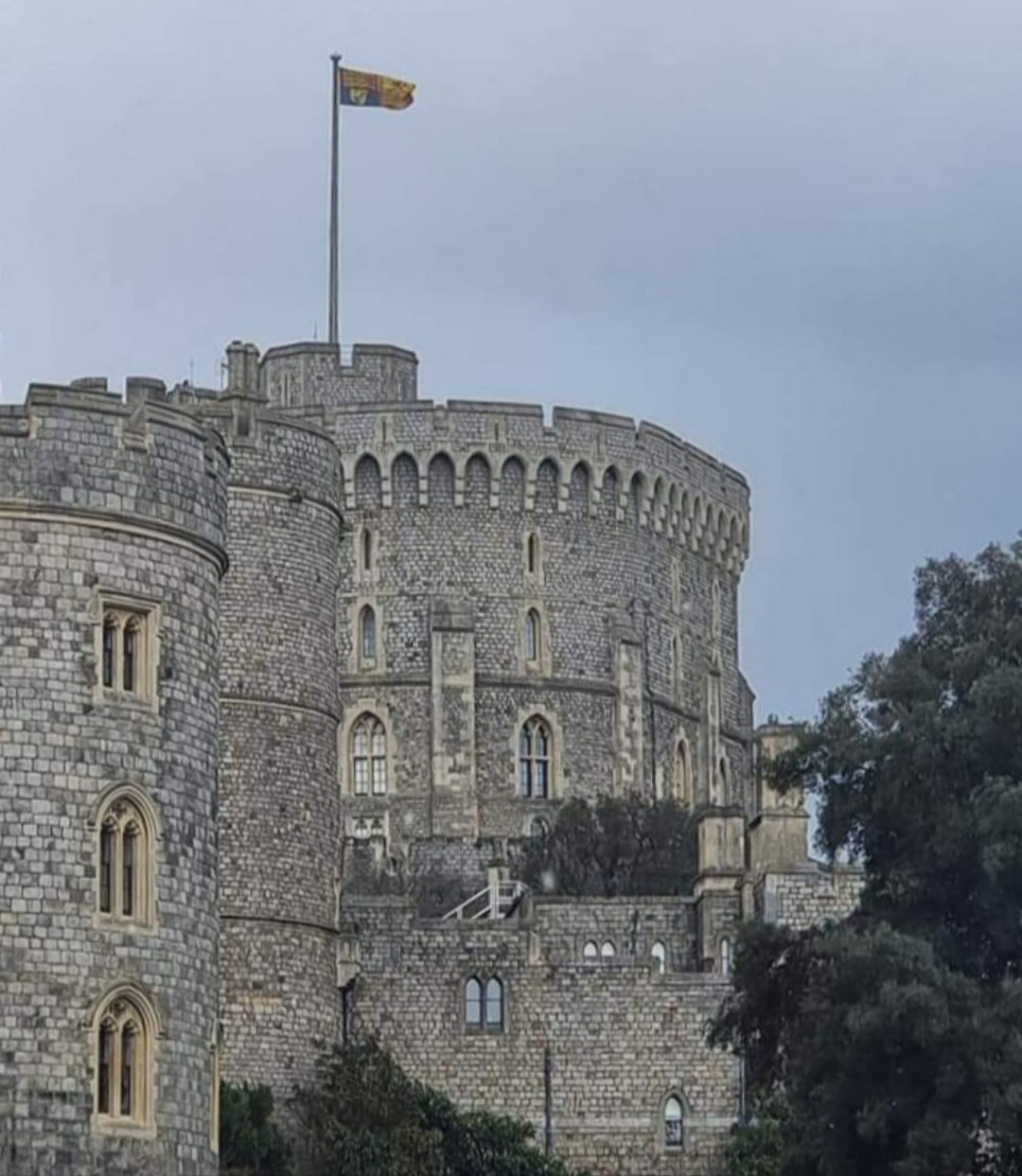
El Royal Standard del castillo de Windsor no se baja a media asta, en representación de la presencia "vital" del monarca.

Forth Bridge (en español, Puente de Forth) es el puente ferroviario en ménsula que atraviesa el fiordo de Forth, en el este de Escocia, a 14 km del centro de Edimburgo. Como homenaje a su título real, el plan sobre su deceso y posterior funeral, redactado hace años y actualizado temporalmente, se ideó con ese nombre. El plan anunciado, tal como se reflejó en los compases posteriores, se inició con un comunicado simultáneo entre el Palacio de Buckingham y la BBC y PA Media. El protocolo asume que el Lord Chambelán, Andrew Parker, barón Parker of Minsmere, que juró cargo el 1 de abril de 2021 tras la salida de William Peel, tercer conde de Peel, consultó con la Reina los últimos detalles protocolarios antes de emitir el comunicado de prensa. En el momento de hacerlo, todas las banderas se bajaron a media asta, permaneciendo así ocho días, el tiempo marcado como período de duelo nacional. 
Así mismo, todas las banderas del Reino Unido y banderas nacionales debieron bajarse, como las banderas dispuestas en edificios gubernamentales y cuarteles. No obstante, la única bandera que ondeó a mástil completo era la del Royal Standard (bandera del castillo de Windsor), en representación de la presencia del monarca. Durante este tiempo, todos los presentadores de televisión debieron vestir de negro. Así mismo, quedaron canceladas las visitas públicas de la reina o de la familia real y no se sancionaron leyes, por el período de duelo, para la reina.
A mediodía del viernes 9, poco después de hacerse oficial, el sitio web de la familia real británica retiró todo su contenido y "fundió" a negro su página como señal de duelo, mostrando una fotografía del príncipe Felipe y, bajo ella, el comunicado oficial con el pésame de la Reina que anunciaba el fallecimiento de su esposo. El comunicado en medios se dio a conocer a mediodía. La BBC suspendió toda su programación hasta la tarde, siendo reemplazada por una programación más respetuosa, de homenaje. En la radio, las transmisiones se cambiaron primero al himno nacional y luego a música sombría. Los canales de televisión adoptaron informes especiales sobre la vida del duque. Para anunciar las noticias en BBC One, la transmisión se cortó, dejando paso a un titular de avance informativo. El resto de cadenas del conglomerado conectaron la señal del canal principal, cuando la presentadora de informativos Martine Croxall avanzaba la noticia sobre el fallecimiento del duque de Edimburgo. Posteriormente, tras otro corte, fue reemplazada por el presentador principal de la cadena, Huw Edwards. Otras emisoras británicas (ITV, Channel 4 o Channel 5) tuvieron respuestas similares, suspendiendo la programación regular hasta varias horas más tarde.
A las 18 horas, la campana de tenor de la Abadía de Westminster comenzó a sonar, tocándose una vez por minuto durante 99 minutos. Desde esa misma tarde, y en días siguientes, personas anónimas se presentaron ante las puertas de los castillos de Balmoral, Buckingham y Windsor para mostrar sus respetos a la monarca y depositar responsos, dedicatorias y ramos de flores.
A mediodía del sábado 10 de abril se celebró la despedida militar, con salvas disparadas en Londres, Edimburgo, Cardiff y Belfast, desde los buques de la Royal Navy (HMS Diamond y HMS Montrose) y las bases de Plymouth y Portsmouth. También se unió al saludo el Royal Gibraltar Regiment, desde la colonia de ultramar. El acto concluyó a las 12:41 horas. Los eventos deportivos de ese fin de semana, especialmente el Grand National, la Premier League o la Scottish Premiership, guardaron dos minutos de silencio como muestra de respeto, portando los jugadores crespones negros en señal de duelo, así como una muestra de respeto en los Premios BAFTA. El domingo 11 de abril, se llevó a cabo un servicio especial de conmemoración en la catedral de Canterbury, dirigido por el arzobispo Justin Welby.

## Problemas de salud

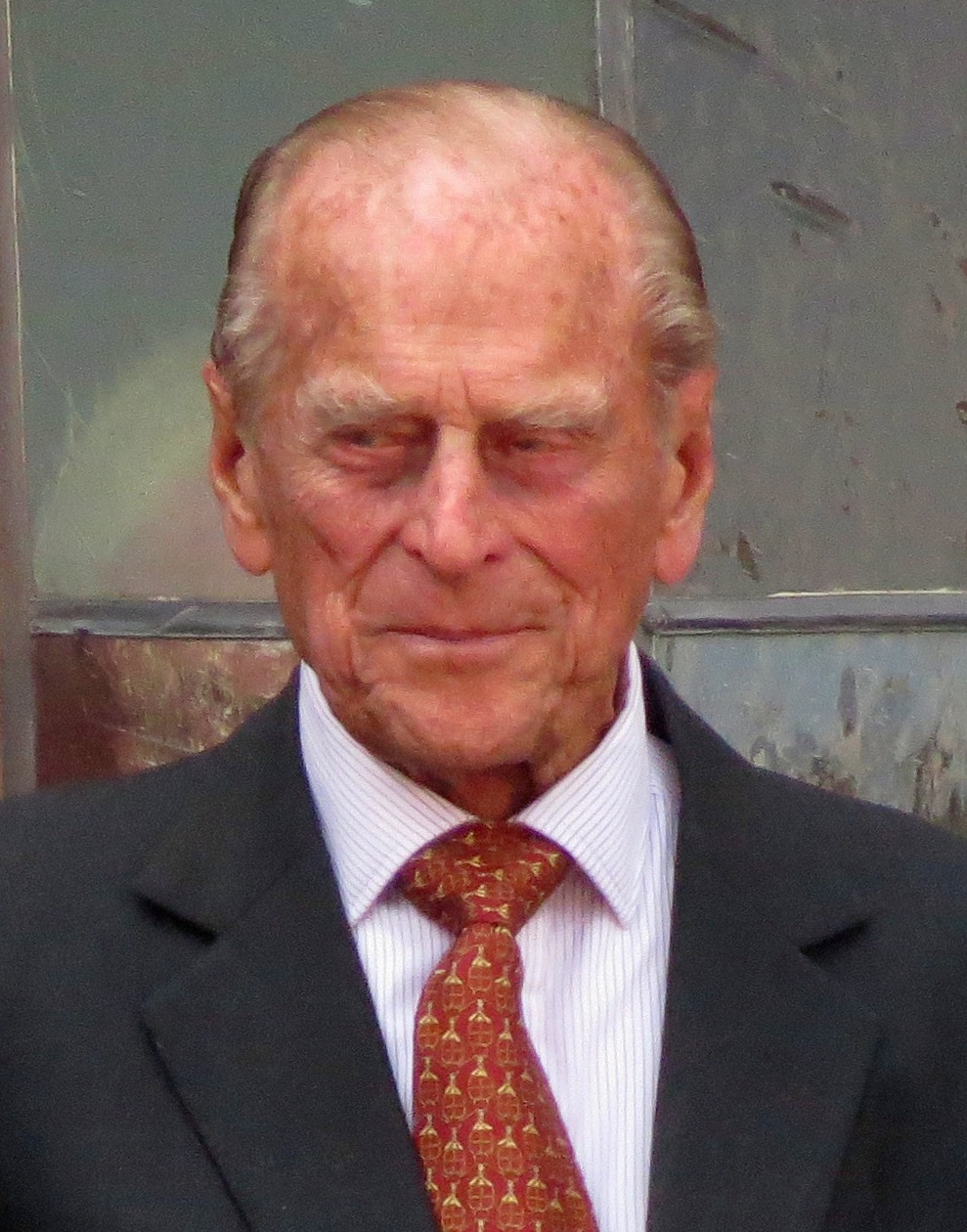
El príncipe Felipe en Fráncfort, Alemania, en 2015.

El duque de Edimburgo había sido hospitalizado varias veces en los años previos. En 2012, ingresó en el hospital debido a una infección en la vejiga. En junio de 2013 fue sometido a una cirugía exploratoria en el abdomen y en abril de 2018 se operó de la cadera.
El 16 de febrero de 2021, había sido ingresado en el King Edward VII's Hospital como medida de precaución tras sentirse indispuesto. El 1 de marzo, fue trasladado al St Bartholomew's Hospital para recibir tratamiento por una infección. Dos días después, el 3 de marzo, se sometió a un procedimiento exitoso para su afección cardíaca preexistente. Poco después, regresó al King Edward VII's Hospital, y recibió el alta el 16 de marzo. Ese mismo día regresó al castillo de Windsor, donde reposó hasta su fallecimiento. Según The Telegraph, la reina estaba junto a él cuando falleció.

## Reacciones

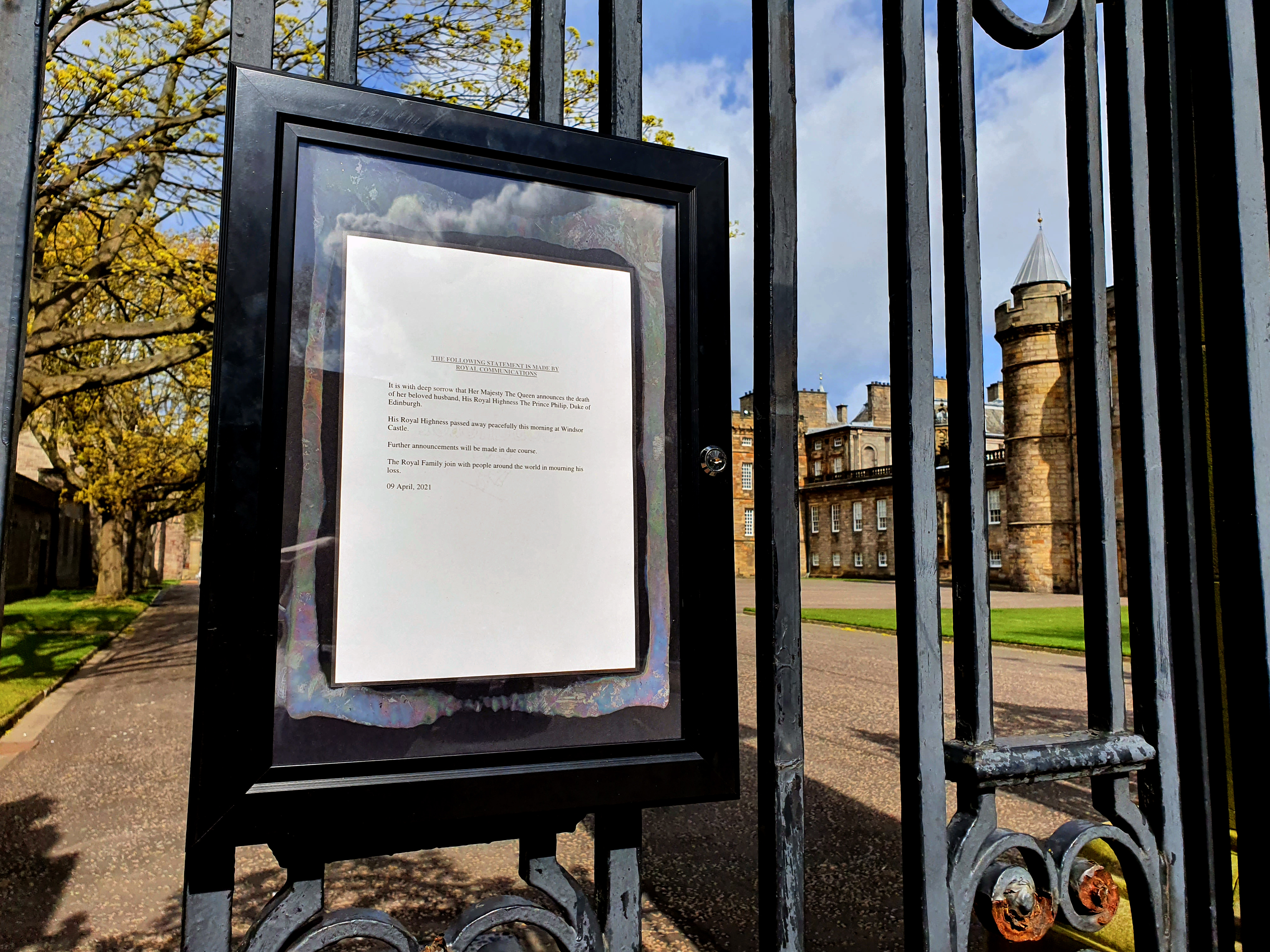
Anuncio sobre el fallecimiento del Duque de Edimburgo en el Palacio de Holyrood, residencia real en Escocia.

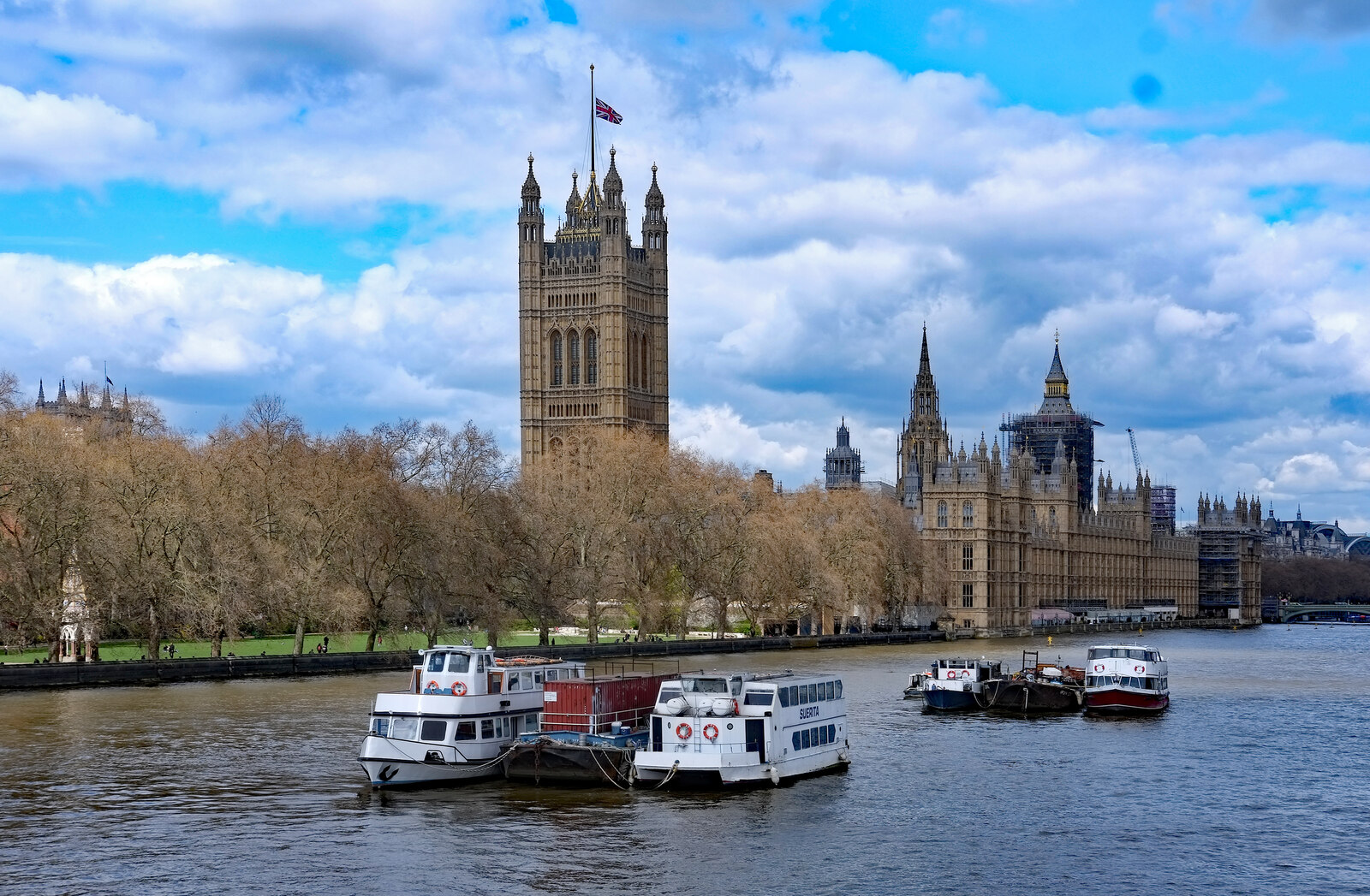
Bandera a media asta en la Torre Victoria del Palacio de Westminster el viernes 9.

### Nacionales
El primer ministro Boris Johnson se dirigió a la nación haciendo un comunicado oficial en la escalinata del 10 de Downing Street, expresando sus condolencias y las de todo el gobierno, afirmando que el príncipe Felipe "ayudó a dirigir la familia real y a la monarquía para que siga siendo una institución indiscutiblemente vital para el equilibrio y la felicidad de nuestra vida nacional".
El líder de la oposición, el laborista Keir Starmer, comentó que "el Reino Unido ha perdido a un servidor público extraordinario en el príncipe Felipe" y destacó su servicio en la Royal Navy, así como su "devoción" por la Reina". Su predecesor en el cargo, Jeremy Corbyn, también mostró en redes sociales su tristeza por el fallecimiento: "Perder a un ser querido, como lo han hecho tantas familias el año pasado, siempre es desgarrador. Mis pensamientos están con la familia del príncipe Felipe y todos los que lo amaban".
De las naciones constituyentes del Reino Unido, la primera ministra escocesa, Nicola Sturgeon, transmitió sus condolencias personales y expresó que "me entristece la noticia de la muerte del duque de Edimburgo. Envío mi más sentido pésame". El ministro principal galés, Mark Drakeford, expresó su tristeza y rindió homenaje, diciendo "con tristeza que lamentamos la muerte de Su Alteza Real [...] que sirvió a la corona con devoción desinteresada y generosidad de espíritu". Y Arlene Foster, ministra principal de Irlanda del Norte publicó un vídeo mostrando su pesar por la pérdida del príncipe.
El arzobispo de Canterbury Justin Welby dijo que se unía al resto del Reino Unido y la Commonwealth en luto y dio gracias a Dios por su "vida extraordinaria de servicio dedicado". También dijo que "era un maestro en hacer que las personas se sintieran a gusto y se sintieran especiales".
Otros miembros destacados de reciente política británica, como los ex primeros ministros David Cameron o Theresa May también quisieron dar su último adiós al príncipe Felipe. Cameron expresó sus condolencias, alegando lo "desesperadamente triste" de la noticia. "[Felipe] mostró verdadera dedicación a nuestro país [...] Ha sido un gran parte de nuestra vida nacional desde mucho antes de que la mayoría de nosotros naciera". Por su parte, Theresa May expresó que todos sus pensamientos y oraciones estaban "con Su Majestad y toda la Familia Real por la pérdida de un devoto esposo, padre, abuelo y bisabuelo", añadiendo que "la nación y toda la Commonwealth le deben al Príncipe Felipe una extraordinaria deuda de gratitud por una distinguida vida de servicio a la Reina, a nuestro país y a tantos en todo el mundo".
El regidor de Edimburgo, Frank Ross, ciudad de la que recogía el ducado, publicó una nota oficial en la web de la ciudad en la que hacía gala de la cercanía de Felipe con la ciudad y sus gentes. "Durante sus innumerables visitas a la capital como Duque de Edimburgo, se acercó regularmente a otros veteranos y personal en servicio y a miles de nuestros niños y estudiantes, tanto a través del Premio Duque de Edimburgo como de sus vínculos de larga data con nuestras universidades. [...] Con gran tristeza, en nombre de la ciudad, expreso nuestras más sentidas condolencias y condolencias a todos los miembros de la Familia Real en este momento tan triste. Ha sido un privilegio y un honor para mí representar personalmente a Su Alteza Real en Edimburgo. Al igual que su consorte con el monarca, su legado será duradero". Su homónimo, el alcalde de Londres, Sadiq Khan, dijo que estaba "agradecido" por la contribución que el príncipe Felipe había hecho a la ciudad. Así mismo, el presidente de la Cámara de los Comunes, Lindsay Hoyle, emitió también una declaración expresando su tristeza y simpatía hacia la Familia Real.
En el apartado mediático, destacó la despedida del actor Tobias Menzies, quien había interpretado al príncipe en las temporadas 3 y 4 de The Crown.

### Commonwealth

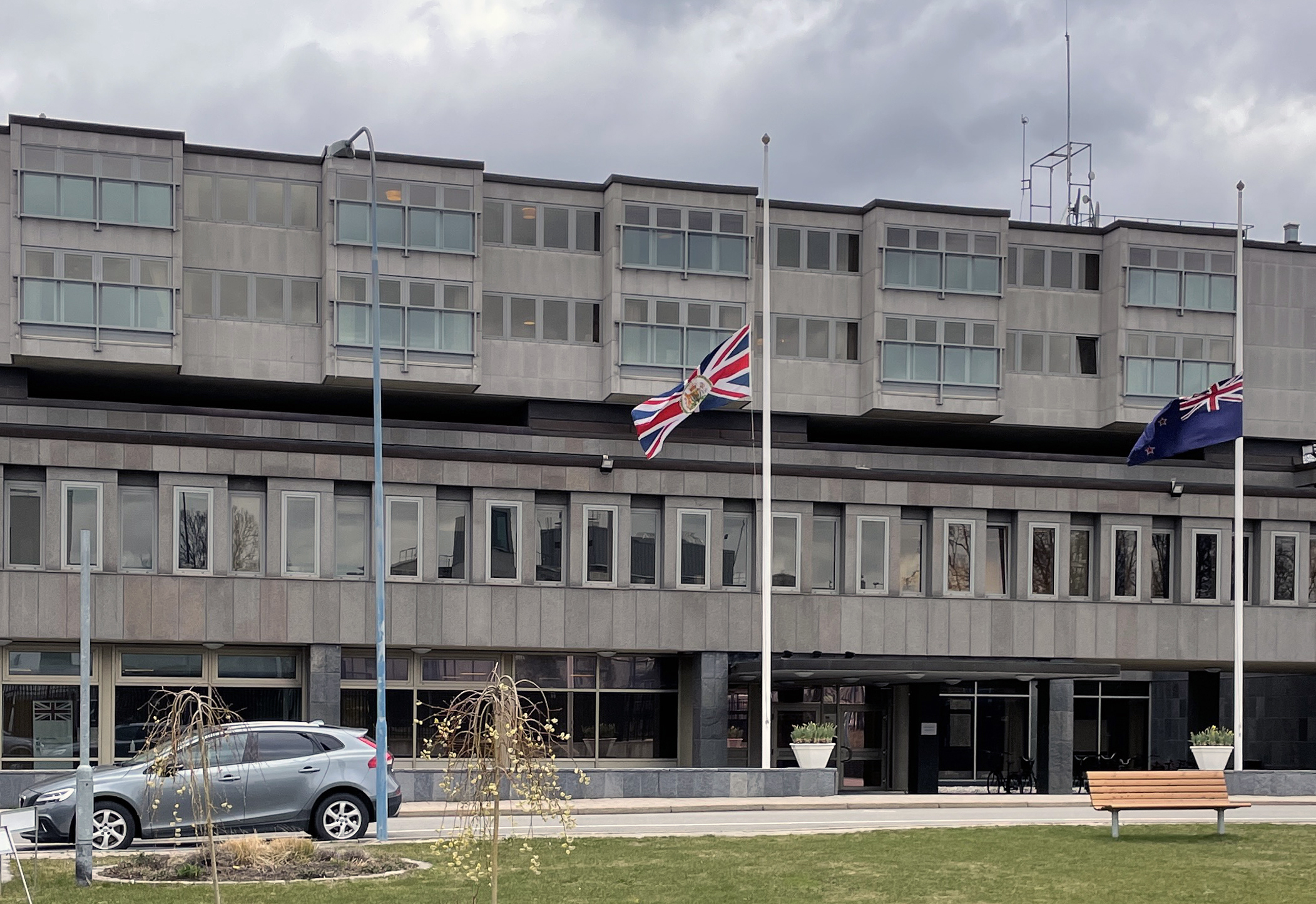
Las embajadas británica y neozelandesa en Estocolmo (Suecia) con sus banderas a media asta en señal de luto.

Como miembro de alto rango de la Familia Real Británica, el príncipe Felipe también fue una figura prominente en los países de la Commonwealth.
- Australia: El gobernador general David Hurley declaró que el duque había tenido un "profundo impacto" en Australia y le agradeció su servicio a la Commonwealth.[47] A él se unieron en sus sentimientos el primer ministro australiano Scott Morrison,[48][49] así como sus predecesores Julia Gillard,[50] Kevin Rudd,[51] Malcolm Turnbull[52] y Tony Abbott.[53] Según el protocolo, la bandera australiana se izó a media asta el sábado 10 de abril de 2021 para marcar el luto y el respeto por el duque.

- Canadá: El primer ministro Justin Trudeau emitió un comunicado en el que decía: "Una familia ha perdido a un amado esposo, padre, abuelo y bisabuelo. Los canadienses están pensando en la reina Isabel II y los miembros de la familia real, que lloran una pérdida tan significativa". Elogió las contribuciones y el servicio del duque al país, en particular sus vínculos con las Fuerzas Armadas Canadienses, el apoyo a los premios que llevaban su nombre y el patrocinio de más de 40 organizaciones canadienses.[54] También su protocolo mandaba ondear a media asta la bandera nacional.[55]

- Chipre: El primer ministro Nikos Anastasiadis transmitió en Twitter su consternación por la pérdida del príncipe Felipe, a quien trató como "íntimo amigo de Chipre".[56]

- India: El primer ministro Narendra Modi dijo que sus pensamientos estaban "con el pueblo británico y la familia real sobre el fallecimiento de Su Alteza Real el Príncipe Felipe" y "que su alma descanse en paz".[57]

- Jamaica: El primer ministro Andrew Holness mandó desde Twitter sus condolencias por la pérdida del príncipe, a quien recordó como "amigo de Jamaica que apoyaba los esfuerzos locales destinados al desarrollo y la educación y tenía una gran admiración por nuestra destreza deportiva", añadiendo la valoración por "su gran interés en la investigación científica y tecnológica y su compromiso con la protección del medio ambiente [...] Tuvo una vida de servicio, dedicación y lealtad".[58][59]

- Kenia: El presidente de Kenia, Uhuru Kenyatta, declaró que el príncipe Felipe era un "símbolo imponente de los valores familiares y la unidad del pueblo británico, así como de toda la comunidad mundial", y un hombre que había trabajado por la "coexistencia pacífica de todos los seres humanos y todas las razas".[60]

- Malta: El primer ministro maltés, Robert Abela, escribió en un comunicado: "Realmente entristecido por la pérdida del príncipe Felipe, que hizo de Malta su hogar y regresó aquí tan a menudo. Nuestra gente siempre atesorará su memoria".[60][61]

- Malasia: El gobernante supremo Abdullah de Pahang y la Raja Permaisuri Agong Azizah Aminah Maimunah transmitieron sus condolencias a través de una declaración: “Sus Majestades, el gobierno y el pueblo de Malasia recordarán al duque de Edimburgo por su firme apoyo a la Reina, su compromiso inquebrantable con la Commonwealth de la que Malasia es un miembro orgulloso, y sus esfuerzos para promover lazos más fuertes entre el Reino Unido y Malasia".[62] Dicha misiva quedó extendida al apoyo mostrado por su primer ministro Muhyiddin Yassin.[63]

- Nueva Zelanda: La primera ministra Jacinda Ardern, emitió un comunicado en el que expresaba sus "más sinceras condolencias a Su Majestad y a toda la Familia Real" en nombre del gobierno y el pueblo de Nueva Zelanda, destacando sus diez visitas al país, el apoyo al Premio del Duque de Edimburgo en Nueva Zelanda. Zelanda, y membresía y patrocinio de varias organizaciones del país. El protocolo neozelandés dejó las banderas de los edificios gubernamentales y navales a media asta.[64][65]

- Pakistán: El primer ministro paquistaní Imran Khan expresó sus condolencias y dijo que "Gran Bretaña ha perdido a un anciano sabio que estaba imbuido de un espíritu único de servicio público".[66]

- Sudáfrica: El presidente sudafricano Cyril Ramaphosa envió sus condolencias, y con él los de su pueblo, a través de un comunicado oficial.[67]

- Tanzania: La presidenta tanzana Samia Suluhu expresó sus condolencias a través de Twitter diciendo: "Le transmito mi más sentido pésame a usted, Su Majestad y, a través de usted, a la gente del Reino Unido tras la repentina desaparición del príncipe Felipe",[68] agregando el respaldo del pueblo tanzano a la reina Isabel II "en este difícil momento de pérdida y duelo. Que su alma descanse en paz eterna. Amén".[69]

### Internacionales

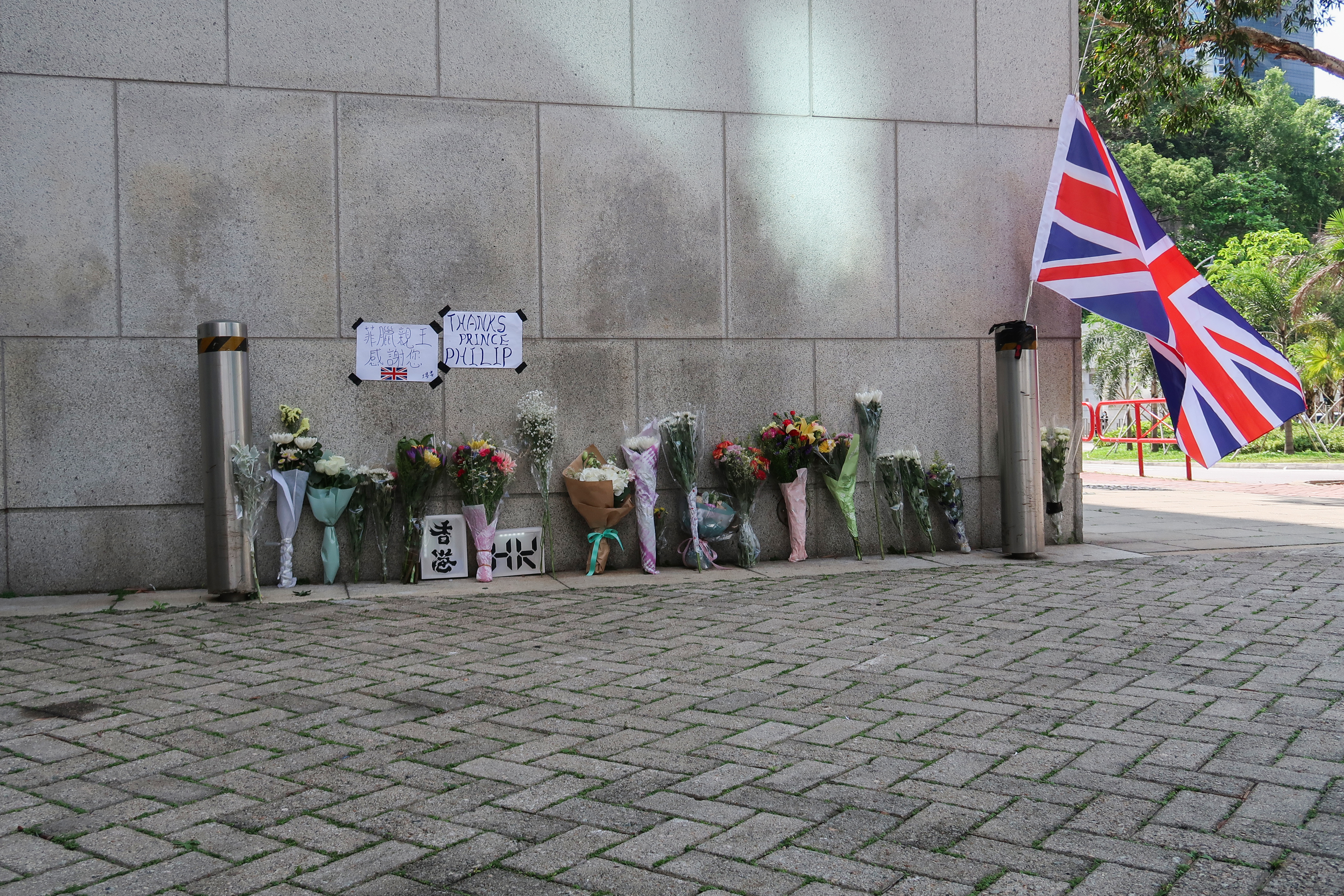
Homenajes al duque fuera del consulado general británico de Hong Kong.

- Alemania: La canciller Angela Merkel expresó su "gran tristeza" por la muerte del príncipe y halagó "su amistad por Alemania, su franqueza y sentido del deber son inolvidables".[70]

- Arabia Saudita: El rey Salmán bin Abdulaziz y el príncipe heredero Mohamed bin Salmán enviaron sus condolencias a la reina Isabel II y al príncipe Carlos de Gales, en cables separados, mostrando "con gran tristeza la noticia de la muerte de Su Alteza Real el príncipe Felipe, Duque de Edimburgo, y expresamos a Su Majestad, a la familia real y al amable pueblo del Reino Unido nuestro más sentido pésame y nuestro más sincero pésame".[71]

- Argentina: El gobierno del presidente Alberto Fernández, en carácter conjunto, envió sus condolencias al Reino Unido y la familia real. "El Gobierno argentino extiende sus condolencias a la reina Isabel II, a la familia real, al gobierno y al pueblo británico en el día del fallecimiento del príncipe Felipe", indicó la Cancillería argentina a través de Twitter.[72]

- Azerbaiyán: El presidente Ilham Aliyev expresó sus condolencias y describió a Felipe de Edimburgo como alguien que "sirvió fielmente a su pueblo natal".[73]

- Bélgica: Los reyes de los belgas, Felipe y Matilde, transmitieron su más sentido pésame y condolencias a través de su perfil oficial en Twitter.[74]

- Bosnia y Herzegovina: La ministra de Relaciones Exteriores bosnia, Bisera Turković, trasmitió su más sentido pésame a la familia real.[75]

- Bután: El Druk Gyalpo Jigme Khesar Namgyel Wangchuck y su esposa, la reina Jetsun Pema, rindieron homenaje en las redes sociales, donde expresaron sentirse profundamente entristecidos, y que el pueblo de Bután se unía en espíritu al pueblo británico en los días de duelo. Se anunció que el país asiático celebraría oraciones especiales en su memoria y el encendido de mil lámparas de mantequilla en Mongar Dzong.[76]

- China: El presidente Xi Jinping y su mujer enviaron un mensaje de condolencia a la reina Isabel II, extendiéndolo a la familia real y al pueblo británico.[77]

- Colombia: El presidente Iván Duque, a través de su perfil de Twitter, expresó su "total solidaridad" y condolencias con la reina Isabel II. "Colombia acompaña al pueblo británico en este triste día".[78]

- Corea del Sur: El presidente Moon Jae-in mandó un comunicado a través de su página de Facebook, en inglés y coreano, mostrando sus "más sinceros pensamientos sobre el fallecimiento del Príncipe Felipe, quien fue amado y respetado por la gente del Reino Unido", añadiendo que "el pueblo de la República de Corea y yo siempre recordaremos la contribución que hizo para mejorar los lazos amistosos entre los dos países cuando visitó Corea con Su Majestad la Reina en 1999".[79]

- Croacia: El primer ministro Andrej Plenković ofreció sus más sentidas condolencias a la Familia Real y definió al duque como alguien que "será recordado por toda su vida de servicio al Reino Unido".[80]

- Dinamarca: La reina danesa Margarita II emitió el pésame a la reina Isabel II, con especial consternación al ser Felipe príncipe de Dinamarca, entre otros cargos. En un comunicado oficial, la monarquía del país declaró que "Su Majestad la Reina ha enviado hoy sus condolencias personales a Su Majestad la Reina Isabel II en relación con la muerte de Su Alteza Real el Príncipe Felipe, Duque de Edimburgo".[81][82]

- Egipto: La otrora colonia británica, por medio del presidente Abdelfatah El-Sisi, remitió una carta privada a la reina Isabel II mostrando sus condolencias por el fallecimiento de su esposo, según confirmaron medios egipcios.[83]

- España: Los reyes Felipe VI y Letizia Ortiz telegrafiaron a la reina Isabel, con el apodo cariñoso de "querida tía Lillibet" (dado el parentesco entre las casas española y británica), mostrando su duelo por la pérdida del "querido tío Felipe", declarando que "nunca olvidaremos los momentos que compartimos con él y el legado de servicio y dedicación a la Corona y al Reino Unido".[60] También el presidente del Gobierno, Pedro Sánchez, "en nombre del Gobierno de España", expresó "mi más sentido pésame a Su Majestad la Reina Isabel II y a toda la familia real británica por el fallecimiento del príncipe Felipe de Edimburgo", añadiendo que "nuestros pensamientos están con la gente del Reino Unido".[84]

- Estados Unidos: El presidente Joe Biden ofreció sus condolencias y dijo que "el legado del príncipe Felipe vivirá no solo a través de su familia, sino en todos los esfuerzos caritativos que formó".[85] El expresidente George W. Bush dijo que "representó al Reino Unido con dignidad" y "sabemos cuánto lo extrañaremos".[36] En una declaración personal, Jimmy Carter compartió una imagen suya con el príncipe Felipe en redes sociales, expresando sus condolencias.[86] Barack Obama, junto a la ex primera dama, Michelle Obama, mostraron en Facebook sus condolencias, hablando del duque en términos de generosidad y gracia, "convirtiendo una ocasión ceremonial en algo mucho más natural, incluso cómodo", elogiando además su ambición y desinterés.[87] Por su parte, Donald Trump expresó sus condolencias y dijo que la muerte del príncipe Felipe era "una pérdida irremplazable para Gran Bretaña y para todos los que aprecian nuestra civilización".[36] Por su parte, Bill y Hillary Clinton también mostraron sus condolencias.[88]

- Francia: El canciller francés Jean-Yves Le Drian expresó del duque su ser de hombre con "gran estilo", afirmando que "Francia se une al dolor de sus amigos del otro lado del Canal y saluda la vida, a la vez europea y británica, de un hombre que fue testigo de un siglo de pruebas y esperanzas para nuestro continente".[60][89] Así mismo, el presidente de la república, Emmanuel Macron, mostró sus condolencias en su perfil de Twitter: "vivió una vida ejemplar definida por la valentía, el sentido del deber y el compromiso con la juventud y el medio ambiente".[90]

- Filipinas: El presidente Rodrigo Duterte dijo que "Filipinas y el Reino Unido tienen fuertes lazos bilaterales y compartimos el dolor del pueblo británico en este período de duelo".[91]

- Grecia: La presidenta de la República Helénica, Katerina Sakellaropoulou, compartió en Twitter una foto de joven del príncipe Felipe, vestido con el traje de regimiento de los Evzones, ya que nació en Corfú, y añadió que "sirvió a su país con devoción durante muchas décadas. Expreso mi más sentido pésame a Su Majestad la Reina Isabel II, a los miembros de la Familia Real y al pueblo británico".[92]

- Guatemala: El presidente Alejandro Giammattei ofreció sus condolencias a la familia real británica.[93]

- Irlanda: El Taoiseach Micheál Martin y el presidente irlandés Michael D. Higgins expresaron su tristeza y sus pensamientos de solidaridad con el Reino Unido.[36][94]

- Islandia: El presidente Guðni Th. Jóhannesson y su esposa, expresaron sus condolencias en Twitter, declarando: "Mi esposa Eliza Reid y yo enviamos nuestras más sinceras condolencias a Su Majestad la Reina Isabel II, la Familia Real y los ciudadanos del Reino Unido y la Commonwealth. La gente de Islandia tiene buenos recuerdos de Su Alteza Real el Príncipe de las visitas de Philip a este país".[95]

- Israel: El primer ministro Benjamin Netanyahu expresó sus condolencias y dijo: "el príncipe Felipe fue un servidor público consumado y será muy extrañado en Israel y en todo el mundo".[36]

- Italia: El presidente italiano Sergio Mattarella envió un comunicado a la reina Isabel II mostrándole "mi más sincero y personal pésame y del pueblo italiano [...] El recuerdo de una figura que desde hace más de setenta años ha ofrecido su servicio a la Corona y al Reino Unido con ejemplar dedicación está vivo en multitud de personas de todo el mundo, acompañando la evolución de su país con espíritu abierto e innovador".[96]

- Japón: A través de su embajada en Londres se mandaron sendos comunicados firmados por el primer ministro nipón, Yoshihide Suga, y el ministro de Asuntos Exteriores, Toshimitsu Motegi, y remitidos a Boris Johnson y al canciller británico Dominic Raab, mostrando el pesar del pueblo de Japón, y recordando los viajes que la Familia Real realizó al país del sol naciente.[97]

- México: El presidente de México, Andrés Manuel López Obrador, expresó sus condolencias, al decir: "En nombre del gobierno y del pueblo de México, expreso nuestras sinceras condolencias a la reina Isabel II, a su familia y amigos, y también al pueblo británico. Descanse en paz".[98]

- Noruega: La primera ministra Erna Solberg expresó sus condolencias y tristeza,[99] y el monarca Harald V emitió un comunicado de prensa enviando sus condolencias a la realeza británica y sus ciudadanos.[100]

- Países Bajos: El rey Guillermo Alejandro, la reina Máxima y la princesa Beatriz emitieron un comunicado de prensa en el que declaraban: "Recordamos con gran respeto a Su Alteza Real el Príncipe Felipe [...] Nuestro más profundo y sentido pésame para Su Majestad la Reina Isabel y todos los miembros de la Familia Real".[101] Mark Rutte, primer ministro neerlandés, también expresó sus condolencias y simpatía.[102]

- Portugal: El presidente de la república Marcelo Rebelo de Sousa emitió un comunicado oficial al respecto. "Con profunda consternación y sincero pesar me enteré del fallecimiento de Su Alteza Real el Príncipe Felipe, Duque de Edimburgo, esposo de Su Majestad. En este momento de luto y dolor, presento a Su Majestad y a toda la Familia Real, en nombre del pueblo portugués y por mí mismo, mi más sentido pésame, transmitiendo mi más profundo sentimiento por la inconmensurable pérdida sufrida".[103]

- República de China: El ministerio de Relaciones Exteriores de la República de China Joseph Wu tuiteó sus condolencias expresando su más sentido pésame a la reina Isabel II, a la familia real y a los ciudadanos británicos.[104]

- Rumania: Margarita de Rumania, custodia de la Corona de Rumanía y jefa de la casa real del país hizo una larga declaración, expresando que estaba "profundamente entristecida por el fallecimiento de Su Alteza Real el Príncipe Felipe, Duque de Edimburgo [...] Todas las generaciones de las familias reales rumanas y británicas fueron cerca, pero, para la generación actual, la reina Isabel II y el príncipe Felipe son modelos espirituales y fuentes fundamentales de inspiración".[105] El presidente de Rumania, Klaus Iohannis, emitió un comunicado, diciendo que "se enteró con gran tristeza" sobre el fallecimiento de Philip, expresando sus condolencias y plena confianza en que la historia honrará la contribución de Su Alteza Real".[106]

- Rusia: Vladímir Putin mostró sus condolencias a la familia real británica.[107]

- Santa Sede: A través del secretario de Estado, cardenal Pietro Parolin, envió un telegrama en nombre del papa Francisco a la reina Isabel II, recordando el "historial de servicio público" de su esposo.[108]

- Suecia: Carlos XVI Gustavo de Suecia emitió un comunicado de prensa en el que decía: "La reina y yo nos entristeció profundamente enterarnos de la muerte de Su Alteza Real [...] Ofrecemos nuestras más sinceras condolencias a Su Majestad la Reina, la La familia real y el pueblo del Reino Unido".[109]

- Suiza: El presidente de la Confederación Suiza Guy Parmelin expresó sus condolencias en su nombre y el del pueblo suizo.[110]

- Turquía: El presidente Erdoğan transmitió por Twitter sus condolencias en nombre del pueblo turco.[111]

- Ucrania: El presidente Volodymyr Zelensky también mostró su sentido pésame: "Pérdida irreparable para el pueblo británico. Ucrania está de luto con Gran Bretaña [...] vivió una gran vida para servir a su pueblo y ser un ejemplo para las generaciones futuras".[112]

- Venezuela: El canciller Jorge Arreaza mandó un comunicado al Reino Unido, en nombre del gobierno presidido por Nicolás Maduro, "y del pueblo de Venezuela [...] nuestras más sentidas condolencias [...] Paz a su alma".[113]

### Organismos internacionales
- Organización de las Naciones Unidas: El Secretario General de las Naciones Unidas, António Guterres, dijo que estaba "entristecido por el fallecimiento de Su Alteza Real el Príncipe Felipe, Duque de Edimburgo" y "extiende sus condolencias a Su Majestad, la Reina y al pueblo del Reino Unido".[114]

- Organización del Tratado del Atlántico Norte: El secretario general de la OTAN, Jens Stoltenberg, mostró sus condolencias y pésame en Twitter. "Estamos con nuestro aliado en la OTAN, el Reino Unido, en este momento de dolor".[115]

- Unión Europea: La presidenta de la Comisión Europea, Ursula von der Leyen, emitió una breve declaración en la que dijo que estaba "entristecida" al enterarse de la muerte de Felipe de Edimburgo y expresó su "sincero pésame por Su Majestad la Reina, la Familia Real y el pueblo del Reino Unido".[116]

## Funeral

Estandarte personal de Felipe de Edimburgo, que cubrió su féretro. El primer cuadrante, con tres leones y corazones, es el escudo de armas de Dinamarca; en el segundo, la cruz blanca en fondo azul es por la bandera de Grecia; el tercero, las barras blancas y negras, son seña de la casa Mountbatten; mientras en el cuarto el castillo representa Edimburgo, por su título.

El funeral de Felipe de Edimburgo tuvo lugar el sábado 17 de abril, ocho días después de su fallecimiento.
Además del procedimiento establecido, fueron añadidas las restricciones pertinentes debido a la pandemia del coronavirus, por lo que no se mantuvieron aglomeraciones en los alrededores del castillo de Windsor, y el número de asistentes no superó la treintena de personas, de acuerdo con la normativa sanitaria británica. Como resultado, solo la familia real y el secretario privado del duque asisiteron a la ceremonia dentro de la capilla. El príncipe Enrique, duque de Sussex, que residía en California, había planeado regresar al Reino Unido para el centenario de su abuelo. Su mujer, Meghan de Sussex, no viajó con él debido al entonces avanzado estado de gestación del segundo hijo que esperaba la pareja. Según las regulaciones de viajes a Reino Unido, el príncipe Enrique tuvo que estar en cuarentena aislado cinco días antes del funeral. Como exención diplomática, se le permitió pasar dicha cuarentena en un lugar elegido en lugar de uno de los hoteles administrados especialmente.
Otros asistentes al funeral del duque fueron sus familiares alemanes, como su sobrino nieto Felipe de Hohenlohe-Langenburg, hijo del príncipe Crato, sobrino de Felipe. Pese a que a la familia alemana de Felipe de Edimburgo se le prohibió asistir al enlace matrimonial en 1947 con Isabel, pidió expresamente que se les facilitara su asistencia en el momento de su fallecimiento. Como el príncipe Enrique, fueron puestos en cuarentena preventiva en la localidad de Ascot.
El primer ministro Boris Johnson no asistió al funeral. En un comunicado, Johnson rechazó cualquier invitación para permitir la asistencia de la mayor cantidad posible de miembros de la familia del duque.
Días antes del funeral, la policía de Thames Valley aumentó las medidas de seguridad tanto en la villa de Windsor como en el castillo real, desplegando agentes para registrar la zona y revisar los vehículos de la localidad mediante sistema ANPR.
Pese a no haber tenido un funeral de Estado, contó con el mismo nivel de honor que el que se otorgó anteriormente a la Reina Madre y a Diana de Gales. El evento fue televisado por la BBC y emitido a través de señal internacional a todo el mundo. El día del funeral, el ataúd del duque fue trasladado a la entrada principal del castillo de Windsor antes de ser llevado a los escalones occidentales de la capilla de San Jorge en un Land Rover diseñado expresamente por él para este momento. El ataúd se cubrió con su estandarte personal y sobre él se colocó su gorra naval, sable y una corona de flores. Granaderos de la Guardia y jefes militares se alinearon en ruta y, en fila de dos, marchando detrás del ataúd, estuvieron el príncipe de Gales y su hermana la princesa real Ana, detrás los hermanos pequeños Andrés y Eduardo, y en tercera fila, tres de los nietos del duque (los príncipes Guillermo y Enrique, separados en medio por Peter Phillips, hijo de la princesa Ana), cerrando la fila su yerno Timothy Laurence y su sobrino David Armstrong-Jones, segundo conde de Snowdon. A distancia los siguió la reina Isabel II, en la Bentley State Limousine. En los escalones occidentales de la capilla, ocho miembros del Cuerpo de Marines Reales recogieron el relevo del féretro. La comitiva fue acompañada por gaiteros de la Household Cavalry y se guardó un minuto de luto nacional a las 15:00 horas (BST). Se estima que alrededor de 730 miembros de las Fuerzas Armadas, incluidas cuatro bandas militares, estuvieron presentes durante el sepelio en Windsor. La mayoría de los ensayos militares para la procesión tuvieron lugar en Pirbright, con un ensayo general completado dos días antes.
David Conner, deán de Windsor, y Justin Welby, arzobispo de Canterbury, realizaron el servicio. En el altar, quedaron expuestas las diversas insignias del duque, exhibidas en cojines, incluyendo las condecoraciones otorgadas en vida por el Reino Unido y países de la Commonwealth, su bastón de mariscal de campo, las alas de la Royal Air Force e insignias de Dinamarca y Grecia (Orden del Elefante y Orden del Redentor, respectivamente).
No se dieron sermones, siguiendo deseos del duque. La ceremonia destacó sus vínculos con la Royal Navy y su pasión por el mar. El funeral comenzó con un coro de cuatro personas cantando Funeral Sentences, obra compuesta por William Croft (1678–1727) y elegida por el duque para su funeral, así como un kontakion con melodía de Walter Parratt. Posteriormente, el deán leyó la primera cita, recogida en el Libro de la Sabiduría, capítulo 43, versículos 11-26, para continuar con el arzobispo de Canterbury y la lectura de la segunda cita, del Libro de Apocalipsis, capítulo 11, versículos 21-27. El salmo elegido fue el Salmo 104, cantado en un escenario por William Lovelady. Los himnos, también elegidos por Felipe de Edimburgo, fueron Eternal Father, Strong to Save, tradicionalmente asociado con la gente de mar, y el Jubilate in C de Benjamin Britten. El deán rindió tributo a la "lealtad inquebrantable" del duque a la Reina, "su servicio a la nación y la Commonwealth" en la licitación, y el arzobispo de Canterbury pronunció la bendición al final del servicio fúnebre.
El servicio terminó con la proclamación de los títulos del duque por parte del rey de armas principal de la Jarretera Thomas Woodcock. Inmediatamente después, al toque del gaitero mayor del Real Regimiento de Escocia, ubicado en un pasillo adyacente a la galería central de la capilla, comenzó a sonar Flowers of the Forest, mientras se descendía el féretro, que pasó a reposar en la bóveda real. Ese momento, puramente privado, quedó fuera de la realización televisiva, que se centró en el toque del gaitero. Poco después, ocho miembros del ejército, con cornetas, entonaban el Last Post y el toque de diana, para posteriormente pasar al coro que repetía el himno nacional, concluyendo así el acto.
Felipe de Edimburgo fue enterrado provisionalmente en la bóveda real, en el mismo lugar en el que enterraron en 1969 a su madre, Alicia de Battenberg. Tras el fallecimiento de la reina Isabel II, el féretro fue movido para ser enterrado junto a ella en la capilla conmemorativa del rey Jorge VI, en el lado norte de la capilla.

## Servicio de acción de gracias

### Servicio
El 29 de marzo de 2022 se celebró en la abadía de Westminster un servicio de acción de gracias por la vida del Duque, al que asistió la Reina, acompañada por su segundo hijo, el duque de York, en su camino desde Windsor hasta la entrada lateral de la abadía y en su salida de la misma por el transepto sur. Fue su primera aparición pública importante tras sufrir problemas de movilidad y dar positivo por coronavirus. El servicio se emitió en la BBC One y fue presentado por Huw Edwards.
El servicio duró 45 minutos e incluyó elementos que no se pudieron llevar a cabo durante el servicio fúnebre, como los galardonados con el Premio de Oro del Duque de Edimburgo, que flanquearon la entrada a la abadía de Westminster. Las flores que decoraban la abadía incluían rosas, claveles, eryngium (acebo de mar) y orquídeas dendrobium. Las orquídeas formaban parte del ramo de novia de la Reina y el cardo marino se eligió en homenaje a la carrera naval del duque. La reina, la duquesa de Cornualles, la princesa real Ana, la reina de España y la princesa Beatriz de Holanda llevaban trajes con los tonos del verde de Edimburgo, el color de la librea oficial del duque, y la reina adornó su abrigo con un broche que le regaló Felipe hace más de 50 años.
David Hoyle, deán de Westminster; David Conner, deán de Windsor; y Justin Welby, arzobispo de Canterbury, oficiaron el servicio de acción de gracias. Los coros de la abadía de Westminster y de la Capilla Real actuaron en el servicio, mientras que los Royal Marines se encargaron de la música al principio y al final de la ceremonia. El decano de Westminster rindió homenaje al duque como una persona que "puso el privilegio al servicio y entendió su rango como un estímulo para el servicio".
Doyin Sonibare, ganador de un premio de oro, rindió homenaje a Felipe durante su discurso. La primera lectura, Isaías 40:25-31, fue leída por Lord Wallace de Tankerness, seguida por el coro que cantó "Prevent us, O Lord". Dame Sarah Mullally leyó la segunda lección, Filipenses 4:4-9, tras lo cual el coro cantó "All Creatures of Our God and King" de William Henry Draper con un arreglo de James O'Donnell. El deán de Windsor pronunció un discurso, mencionando que el duque habría odiado la idea de ser recordado como un "santo de escayola", ya que no toleraba "la pomposidad ni la adulación" en vida. Tras su discurso, el coro cantó el "Te Deum en Do" de Benjamin Britten.
A continuación, Mark Birch, canónigo menor y precentor, Kenneth MacKenzie, ministro de la iglesia de Crathie, Jonathan Riviere, rector de Sandringham, Martin Poll, capellán de la Capilla Real de Todos los Santos, Paul Wright, subdecano de las Capillas Reales de Su Majestad, y James Hawkey, canónigo residente, pronunciaron sus oraciones. El coro cantó "Guide Me, O Thou Great Redeemer", de William Williams Pantycelyn, antes de que el arzobispo de Canterbury diera la bendición. El acto terminó con los asistentes cantando "God Save the Queen". Al final del servicio, la reina dio las gracias a Doyin Sonibare y a los clérigos que participaron en el servicio. La música después del servicio incluyó "Allegro molto e ritmico" de Sonata Britannica, y "The Seafarers" interpretada por la banda de los Royal Marines, de Portsmouth.

### Asistencia
Unas 1 800 personas asistieron al servicio, realizado en la abadía de Westminster de Londres. Además de los miembros de la realeza europea y asiática, asistieron 500 representantes de las organizaciones benéficas y de los patronatos asociados al Duque, así como miembros de la Casa de la Reina y del Duque, representantes de los gobiernos británico y de ultramar, de las fuerzas armadas, de los altos comisionados del reino y de los regimientos asociados al Duque. Entre los invitados al servicio se encontraban:
Familiares directos
- Isabel II del Reino Unido
  - El príncipe de Gales y la duquesa de Cornualles
    - El duque y la duquesa de Cambridge
      - Príncipe Jorge de Cambridge
      - Princesa Carlota de Cambridge

  - La princesa real Ana del Reino Unido y su marido, vicealmirante Sir Timothy Laurence
    - Peter Phillips
      - Savannah Phillips
      - Isla Phillips

    - Zara y su esposo, Mike Tindall
      - Mia Tindall

  - Príncipe Andrés, duque de York
    - Princesa Beatriz de York y su esposo, Edoardo Mapelli Mozzi
    - Princesa Eugenia de York y su esposo, Jack Brooksbank

  - Príncipe Eduardo, conde de Wessex, y su esposa, Sofía de Wessex
    - Lady Luisa Mountbatten-Windsor
    - Jacobo Mountbatten-Windsor

- El nieto del duque de Edimburgo, el príncipe Enrique, hijo de Carlos de Inglaterra, residente en los Estados Unidos junto a su mujer, Meghan Markle, no asistió al servicio conmemorativo por motivos de seguridad, expresados por él mismo.[148]

Otras personalidades
- David Armstrong-Jones, conde de Snowdon
  - Charles Armstrong-Jones, vizconde Linley
  - Lady Margarita Armstrong-Jones
- Lady Sarah y Daniel Chatto
  - Samuel Chatto Jr.
  - Arthur Chatto
- Ricardo y Brígida de Gloucester, duques de Gloucester
  - Alexander Windsor, conde de Úlster
  - Lady Rose y George Gilman
- Príncipe Eduardo, duque de Kent
  - El conde y la condesa de St. Andrews
    - Lord Downpatrick
    - Lady Amelia Windsor

  - Lord Nicholas Windsor
  - Lady Helen Taylor
    - Cassius Taylor
- Príncipe Miguel de Kent y su esposa, María Cristina de Reibnitz
  - Lord y Lady Frederick Windsor
  - Lady Gabriella y Thomas Kingston
- James y Julia Ogilvy
  - Flora y Timothy Vesterberg
- Zenouska Mowatt
- David Carnegie, IV duque de Fife
- Lady Alexandra Etherington
- Jorge y Claire Mountbatten, marqueses de Milford Haven
- Lord Ivar Mountbatten y James Coyle
- Lady Penelope Knatchbull, condesa Mountbatten de Burma
  - Lady Alexandra y Thomas Hopper
- Ashley Hicks
- India Hicks y David Flint Wood
- Príncipe Felipe de Hohenlohe-Langenburg y su esposa, Saskia Binder
  - Príncipe heredero Max Leopoldo de Hohenlohe-Langenburg
- Príncipe heredero de Baden y esposa
- Landgrave Donato de Hesse y esposa

Nobleza y realeza extranjeras
Monarcas
- Salman bin Hamad bin Isa Al Jalifa, príncipe heredero de Baréin
- Felipe y Matilde de Bélgica, reyes de los belgas
- Margarita II, reina de Dinamarca
- Felipe VI y Letizia Ortiz, reyes de España
- príncipes Hassan y Sarvath de Jordania
- María Teresa de Luxemburgo, gran duquesa consorte de Luxemburgo
- Alberto II, príncipe de Mónaco
- Guillermo Alejandro y Máxima de los Países Bajos, así como la Reina Madre Beatriz de los Países Bajos
- Carlos XVI Gustavo y Silvia de Suecia, así como la princesa Cristina de Suecia

- Los reyes de Noruega, Harald V y Sonia de Noruega, que iban a asistir a la ceremonia, finalmente no acudieron debido al positivo reciente por coronavirus del monarca.[149]

Monarcas no reinantes
- Princesa Margarita y Radu de Rumania
- Príncipes Alejandro y Katherine de Yugoslavia
- Princesa Kyril de Preslav
- Princesa Ana María de Dinamarca, reina de los helenos
  - Príncipe Pablo de Grecia y la princesa Marie Chantal de Grecia
  - Príncipe Felipe de Grecia y la princesa Nina de Grecia y Dinamarca

Políticos y titulares de servicios públicos
- Boris Johnson, primer ministro del Reino Unido
- Priti Patel, secretario del Interior
- Liz Truss, secretaria de Exteriores
- Rishi Sunak, canciller de la Hacienda
- Lord McFall de Alcluith, Lord Speaker de la Casa de los Comunes
- Dame Eleanor Laing, Vice Speaker de la Casa de los Comunes
- Sir Keir Starmer, líder de la oposición
- Nicola Sturgeon, primera ministra de Escocia
- Dame Cressida Dick, directora de la Policía Metropolitana de Londres
- Sir Chris Whitty, director del Servicio Nacional de Salud
- Patricia Janet Scotland, baronesa Scotland de Asthal, secretaria general de la Commonwealth
- Floella Karen Yunies Benjamin, baronesa Benjamin, miembro de la Cámara de los Lores

Otras personalidades
- Sir David Attenborough
- Sir Jackie Stewart